# Axiom úplného výběru
Axiom úplného výběru (také axiom globálního výběru) je matematické tvrzení z oblasti teorie množin. Je zobecněním (obyčejného) axiomu výběru.

## Znění
V Zermelo-Fraenkelově teorii množin ho lze vyslovit jen jako axiomatické schéma. Ve Von Neumann-Gödel-Bernaysově teorii množin ho lze formulovat například takto:
Pro každý systém neprázdných množin {\displaystyle \,\{A_{i};i\in X\}}, kde X je (neprázdná) třída, existuje selektor na tomto souboru (tj. zobrazení {\displaystyle f:X\rightarrow \cup _{i\in X}A_{i}} takové, že {\displaystyle \,f(i)\in A_{i}} pro všechna {\displaystyle \,i\in X}).

## Vztah k obdobným axiomům
Axiom úplného výběru vyplývá z axiomů silného výběru a omezené velikosti. Jeho důsledkem je například (obyčejný) axiom výběru.